# Manyu
Manyu ist ein Département der Region Sud-Ouest in Kamerun.
Auf einer Fläche von 9565 km² leben nach der Volkszählung 2001 177.389 Einwohner. Die Hauptstadt ist Mamfe.

## Gemeinden

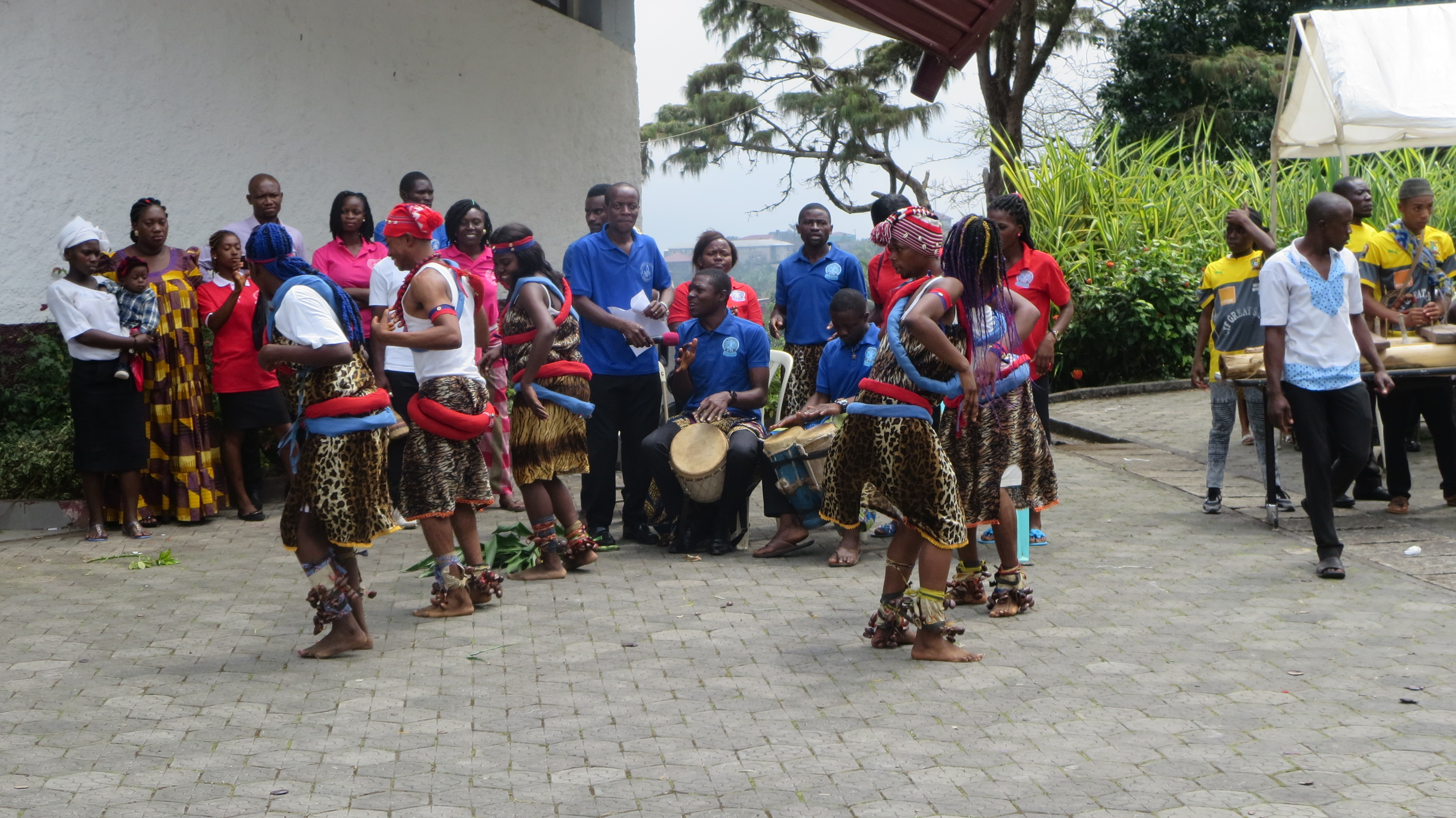
Bayangi aus Kamerun

- Akwaya
- Eyumodjock
- Mamfe
- Tinto